# ゴーシャ・サー
ゲオルギ・ゴーシャ・サー（Georgi "Gorsha" Sur、1967年1月1日 - ）は、旧ソビエト連邦出身の男性フィギュアスケートアイスダンス選手。1989年冬季ユニバーシアード競技大会優勝。1985年世界ジュニア選手権2位。パートナーはスヴェトラーナ・リアピナとレネー・ロカ。ゴーシャは愛称。

## 経歴
ソビエト連邦に生まれ、スヴェトラーナ・リアピナとカップルを結成し1982-1983年シーズンの世界ジュニア選手権に初出場し8位となる。翌1983-1984年シーズンに札幌市で行われた世界ジュニア選手権では3位、1984-1985年シーズンの世界ジュニア選手権では2位となった。1985-1986年シーズン以降はシニアクラスで活動を始めたが、世界選手権や欧州選手権へ出場することはなかった。1989年冬季ユニバーシアード競技大会で優勝した。
1990年1月24日、アメリカ合衆国に亡命し、レネー・ロカとカップルを結成して一時プロスケーターとして活動を始めた。その後、1992-1993年シーズンよりアマチュアに復帰し1993年全米選手権で優勝し、アメリカ代表として1993年世界選手権に出場を果たした。
リレハンメルオリンピックを控えた1993-1994年シーズン、ゴーシャ・サーの国籍問題が浮上し国籍を得ることができずリレハンメルオリンピックのアメリカ代表選考会であった1994年全米選手権を欠場。オリンピック出場は叶わなかった。1995年全米選手権で2度目の優勝を果たし、1995-1996年シーズンからは創設されたISUグランプリシリーズに参戦し、シーズン終了後に引退。引退後はプロスケーターとして再び活動を始め、スターズ・オン・アイスやジャパンオープン、世界プロフィギュア選手権など長らく活動。現在はオークランドアイスセンターを拠点にフィギュアスケートコーチ兼振付師として活動している。

## 主な戦績
- レネー・ロカとのカップル時。

| 大会/年            | 1992-93 | 1993-94 | 1994-95 | 1995-96 |
| ------------------ | ------- | ------- | ------- | ------- |
| 世界選手権         | 11      |         | 10      | 4       |
| 全米選手権         | 1       |         | 1       | 2       |
| GPスケートアメリカ |         |         |         | 3       |
| GPネイションズ杯   |         |         |         | 4       |
| NHK杯              |         |         | 5       |         |

- スヴェトラーナ・リアピナとのカップル時。

| 大会/年          | 1982-83 | 1983-84 | 1984-85 | 1985-86 | 1986-87 | 1987-88 | 1988-89 |
| ---------------- | ------- | ------- | ------- | ------- | ------- | ------- | ------- |
| ユニバーシアード |         |         |         |         | 3       |         | 1       |
| NHK杯            |         |         |         |         |         | 2       |         |
| 世界Jr.選手権    | 8       | 3       | 2       |         |         |         |         |